# Hórreo Casa Ballaz (Gallués)

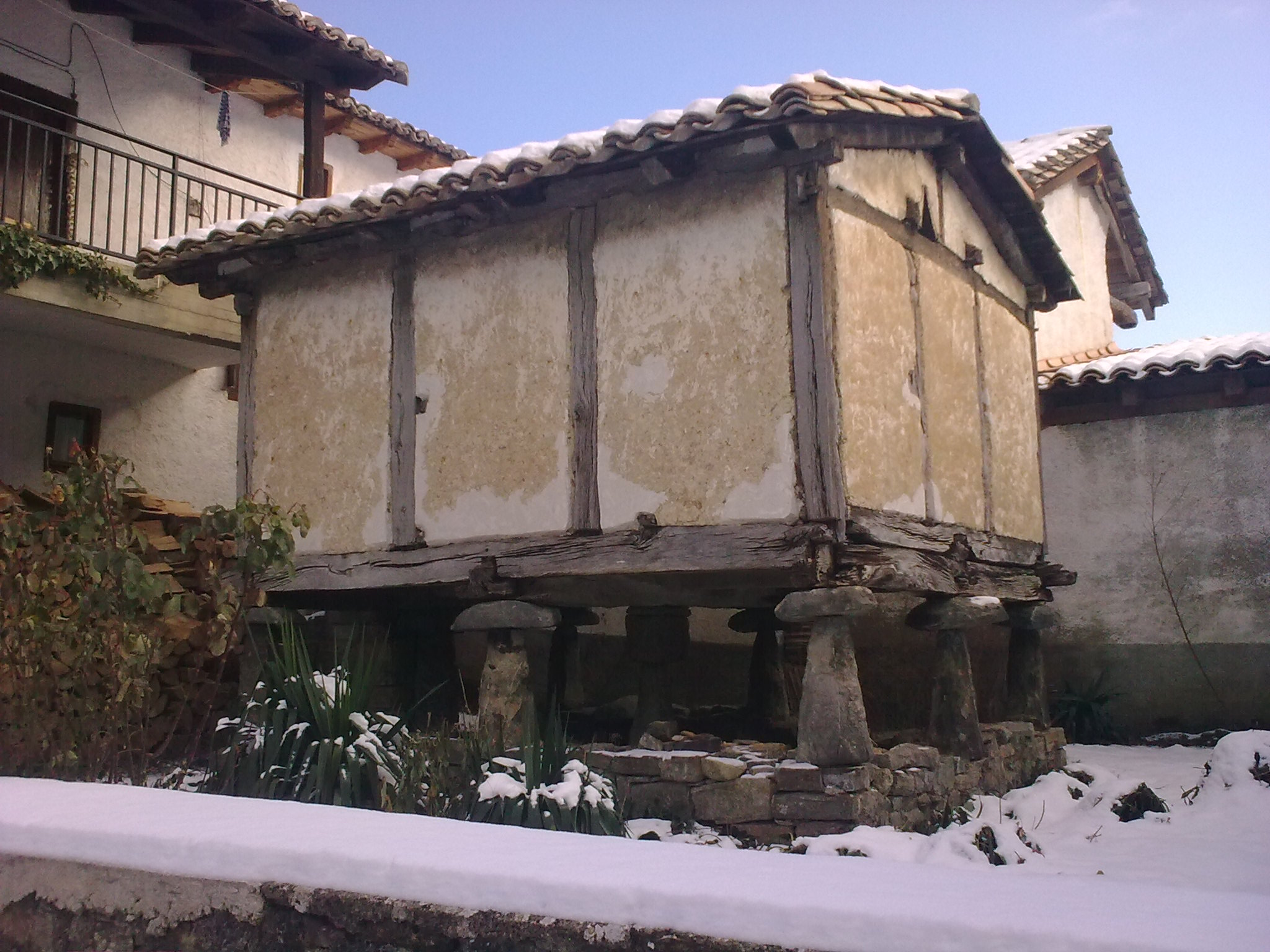
Hórreo Casa Ballaz in Gallués

Der Hórreo Casa Ballaz im Ortsteil Izal von Gallués, einer spanischen Gemeinde in der Autonomen Gemeinschaft Navarra, wurde vermutlich im 19. Jahrhundert errichtet. Der Hórreo ist seit 1993 ein geschütztes Kulturdenkmal (Bien de Interés Cultural). 
Der Hórreo in Fachwerkbauweise ist ein schlichter Bau mit Satteldach, der 1993 renoviert wurde.